# Historiographie de la guerre de Sécession
L'historiographie de la guerre de Sécession examine comment ce conflit est vu ou interprété par les historiens. Les questions historiographiques sur la guerre de Sécession incluent le nom de la guerre, les origines ou les causes de la guerre ( esclavage ou droits des États ) et les opinions et objectifs du président Abraham Lincoln concernant l'esclavage.
La question de l'importance des frais de douane dans les causes de la guerre découle de la « crise de l'annulation », qui fut la tentative de la Caroline du Sud d'annuler les frais de 1828 à 1832. Ils étaient alors bas après 1846 et la question des frais s'estompa en 1860 lorsque la sécession fut proclamée. Les droits des États furent utilisés comme justification à l'annulation des taxes et à la sécession par la suite. Le droit le plus controversé revendiqué par les États du Sud était le prétendu droit des Sudistes d'étendre l'esclavage aux territoires nouvellement acquis par les États-Unis.
Sous la présidence de Lincoln, la guerre fut menée pour préserver l'Union. Avec l'esclavage comme profonde source de division, les dirigeants de l'Union prirent en 1862 la décision d'y mettre fin afin de la restaurer. Les causes de l'Union évoluèrent au fur et à mesure que la guerre progressait en réponse à divers problèmes politiques et militaires; les historiens ne les utilisent en revanche pas pour expliquer les raisons de la guerre. Les nouvelles questions clés étaient alors l'abolition de l'esclavage et le statut juridique et économique des esclaves libérés.

## Questions économiques

Abraham Lincoln.

L'esclavage fut la principale cause de la guerre de Sécession, le Sud faisant sécession pour former une nouvelle fédération et préserver l'esclavage, et le Nord refusant de le permettre. Les historiens conviennent généralement que les autres conflits économiques ne furent pas une cause majeure de la guerre. L'historien économique Lee A. Craig rapporte : « En réalité, de nombreuses études menées par des historiens économiques au cours des dernières décennies révèlent que les conflits économiques n'étaient pas des facteurs profonds des relations Nord-Sud pendant l'ère d'avant-guerre et n'a pas causé la guerre civile ». Lorsque de nombreux groupes tentent à la dernière minute en 1860-1861 de trouver un compromis pour éviter la guerre, ils ne se tournent pas vers des négociations économiques.

### Différences économiques régionales
Le Sud, le Midwest et le Nord-Est tenaient des perspectives de commerce assez différentes de par leur zone géographique. Ils commerçaient entre eux et chacun devenaient plus prospère en restant dans l'Union, un point que de nombreux hommes d'affaires ont fait valoir en 1860–1861. Cependant, Charles A. Beard dans les années 1920 proposa un argument qui expliquerait l'effet que ces différences causèrent à la guerre (plutôt que l'esclavage ou les débats constitutionnels). Il vit le Nord-Est industriel former une coalition avec le Midwest agraire contre le Sud des plantations. Les critiques soulignèrent que son image d'un Nord-Est unifié était incorrecte car la région fut très diversifiée avec de nombreux intérêts économiques concurrents. En 1860–1861, la plupart des intérêts commerciaux du Nord-Est s'opposaient à la guerre. Après 1950, seuls quelques historiens traditionnels acceptèrent l'interprétation de Beard, bien qu'elle fût acceptée par les économistes libertaires. Comme le dit l'historien Kenneth Stampp, qui abandonna le Beardism après 1950, qui résume le consensus scientifique : « La plupart des historiens ne voient maintenant aucune raison impérieuse pour laquelle les économies divergentes du Nord et du Sud auraient conduits à la désunion et à la guerre civile; ils trouvent plutôt des raisons pratiques plus fortes qui expliqueraient pourquoi les secteurs économiques, dont les économies se complétaient parfaitement, aient trouvé avantageux de rester unies ».

### Frais de douanes
Les sudistes du Congrès fixèrent les frais fédéraux sur les marchandises importées, en particulier les faibles taux tarifaires en 1857, qui provoquèrent le ressentiment des industriels du Nord. La controverse sur la question de savoir si l'esclavage est à l'origine de la question douanière remonte au moins aux débats Lincoln-Douglas de 1858. Au cours du débat d'Alton, Lincoln déclara que l'esclavage était la cause à l'origine de la crise de l'annulation sur les frais, mais son adversaire Stephen Douglas ne fut pas d'accord. John C. Calhoun, qui dirigea la tentative de la Caroline du Sud d'annuler les frais, soutenu d'abord les taxes et les métiers internes, mais en est venu à s'y opposer dans les années 1820 alors que les tensions entre le Nord et le Sud augmentaient parallèlement à la nature de plus en plus divisoire de l'esclavage. Calhoun était un propriétaire de plantation qui affirmait que l'esclavage était un "bien positif". En outre, il dit que l'esclavage fut la cause de la crise de l'annulation. Alors que la plupart des dirigeants de la sécession du Sud en 1860 mentionnaient l'esclavage comme principale raison ; Robert Rhett, extrémiste du libre-échange, s'opposait aux frais. Cependant Rhett était aussi un extrémiste de l'esclavage qui voulait que la Constitution de la Confédération légalise la traite des esclaves africains. Les républicains virent également le soutien au Homestead Act, aux frais plus élevés et au chemin de fer transcontinental comme des attaques "furtives" contre le système esclavagiste. Il y eut suffisamment de sénateurs du Sud pour maintenir les frais bas après 1846. Même lorsque les frais furent plus élevés trois décennies avant la guerre, seule la Caroline du Sud se révolta, et le problème de fond fut l'annulation, et non la sécession. Les frais furent beaucoup plus bas en 1861. Lorsque la Confédération fit formée, elle fixa des frais très élevés de 15 % sur toutes les importations, y compris celles en provenance des États-Unis.

### Travail libre contre arguments pro-esclavagistes
L'historien Eric Foner soutenu qu'une idéologie du travail libre dominait la pensée dans le Nord, et mettait l'accent sur les opportunités économiques. En revanche, les Sudistes décrivirent les travailleurs libres comme « des mécaniciens graisseux, des opérateurs sales, des agriculteurs impuissants et des théoriciens étourdis ». Ils s'opposèrent fermement aux propositions de l'Homestead Acts qui donnaient des fermes gratuites dans l'Ouest, craignant que les petits agriculteurs ne s'opposent à l'esclavage des plantations. En effet, l'opposition aux lois sur les propriétés était beaucoup plus courante dans le discours sécessionniste que l'opposition aux frais de douanes.

### Statut économique des esclaves affranchis
Le gouvernement de l'Union créa le Bureau des affranchis pour superviser et protéger le statut juridique et économique des esclaves affranchis. Il opéra dans les anciens États esclavagistes de 1865 à 1872. Des propositions furent faites pour saisir la propriété confédérée et donner des terres (« Quarante acres et une mule ») aux affranchis, mais le Congrès n'approuvât jamais.

## Questions des droits des États

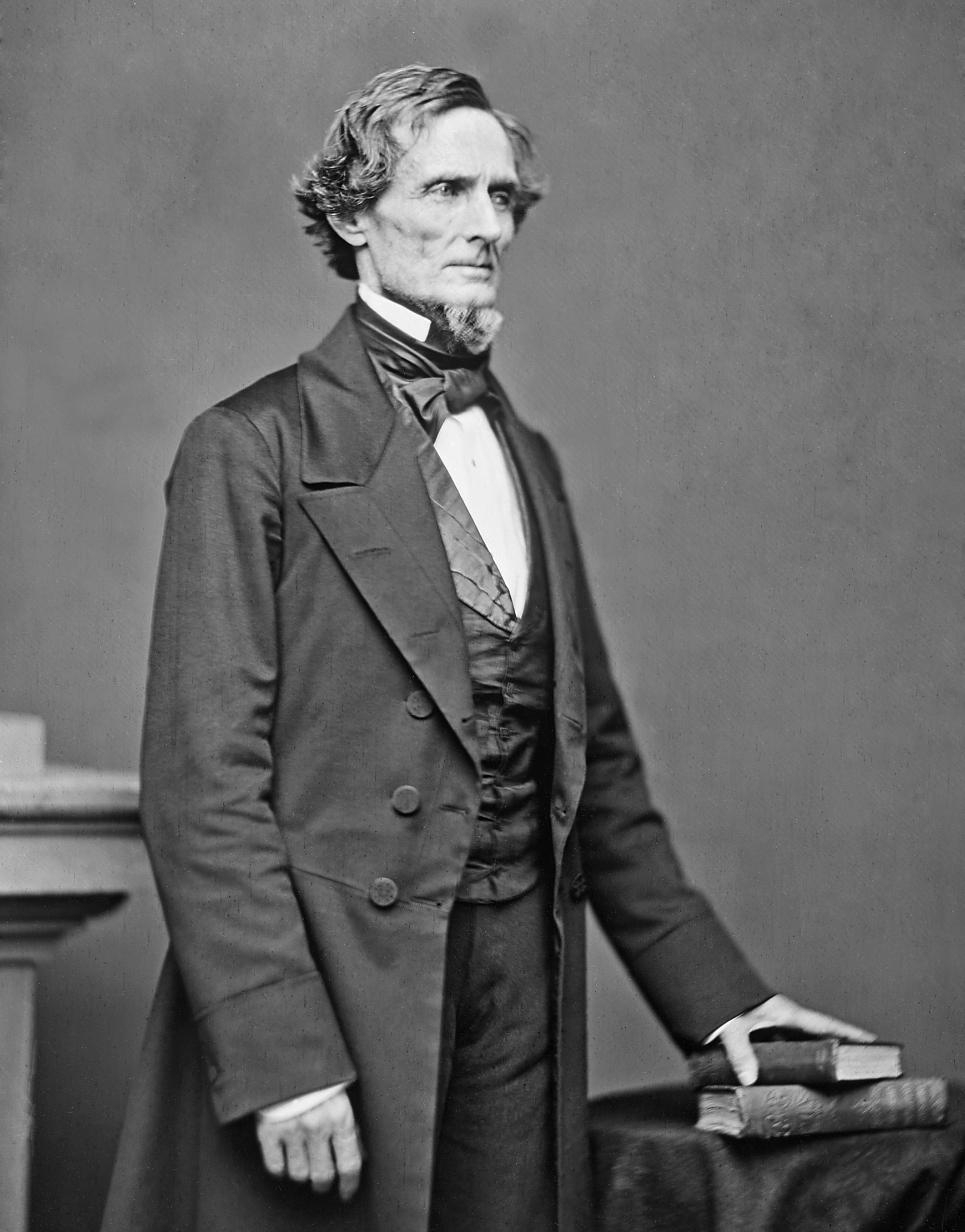
Jefferson Davis, président de la Confédération.

Des questions telles que l'ancienneté de l'Union par rapport aux nouveaux États (ou l'inverse) alimentèrent le débat sur leurs droits. La question de savoir si le gouvernement fédéral était censé avoir des pouvoirs substantiels ou s'il s'agissait simplement d'une fédération volontaire d'États souverains ajoutait à la controverse. Selon l'historien Kenneth M. Stampp, chaque région utilisa les arguments des droits des États lorsque cela l'arrangeait.
Stampp mentionna le vice-président confédéré Alexander Stephens (« A Constitutional View of the Late War Between the States » ) comme exemple d'un dirigeant du Sud qui déclara que l'esclavage était la « pierre angulaire de la Confédération » lorsque la guerre commença, puis dit du Sud vaincu après la fin de la guerre, que le conflit ne concernait pas l'esclavage mais les droits des États. Selon Stampp, Stephens devint l'un des plus ardents défenseurs de la cause perdue.

L'historien William C. Davis mentionna également des incohérences dans les arguments des droits des États du Sud. Il expliqua la protection de l'esclavage par la Constitution confédérée au niveau national comme suit :

« Autrefois au sein de l'Union, ils disaient que le pouvoir fédéral n’avait pas le pouvoir d’interférer dans les questions d’esclavage d'un État. À leur nouvelle nation, ils déclareraient que l’État n’avait pas le pouvoir d’interférer avec une protection fédérale de l’esclavage. De tous les nombreux témoignages sur le fait que l’esclavage, et non les droits des États, était vraiment au cœur de leur cause, celui-ci était le plus révélateur de tous. »

### Droits des États et esclavage au sein des territoires
Le débat sur les « droits des États » fut impliqué dans ces questions. Les sudistes firent valoir qu'en vertu du dixième amendement, les pouvoirs du gouvernement fédéral étaient limités à ceux spécifiés dans la Constitution, et puisque le gouvernement fédéral ne pouvait retirer les droits d'aucun État, il n'avait aucun pouvoir pour empêcher les esclaves d'être déplacés dans de nouveaux territoires. Les défenseurs des droits des États citèrent également la clause des esclaves fugitifs pour exiger une compétence fédérale sur les esclaves qui s'étaient enfuis au Nord. Les anti-esclavagistes adoptèrent des positions opposées sur ces questions. La clause des esclaves fugitifs dans la Constitution était le résultat de compromis entre le Nord et le Sud lors de la rédaction de la Constitution. Il fut mis en œuvre par le Fugitive Slave Act de 1793 et plus tard renforcé par le Fugitive Slave Act, qui faisait partie du compromis de 1850. Le politicien du Sud et défenseur des droits des États John C. Calhoun considérait les territoires comme la « propriété commune » des États souverains et déclara que le Congrès agissait simplement en tant qu'agent des États.

### Droits des États et droits des minorités

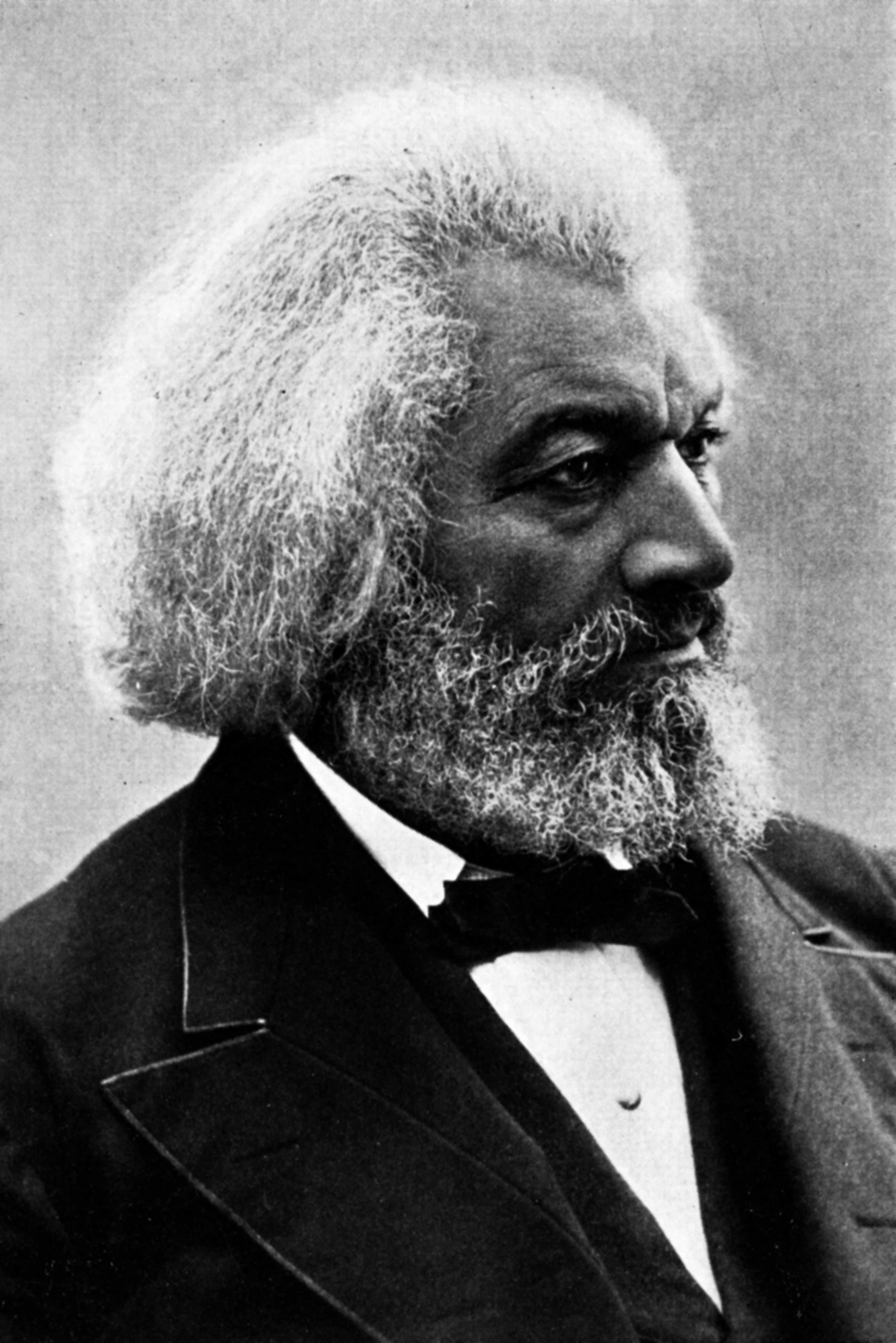
Frederick Douglass.

Au-delà des arguments des « droits des États », il y eut le fait que le Sud perdait de son influence dans l'ensemble du pays. Le Nord était plus prospère, son économie industrielle produisait plus et permettait une croissance démographique plus rapide que l'économie de plantation du Sud. Avec une croissance démographique dans le Nord bien supérieure à celle du Sud, ce n'était qu'une question de temps avant que le Nord, et non le Sud, contrôle majoritairement le gouvernement fédéral. Jusqu'en 1860, la plupart des présidents étaient soit du Sud, soit pro-Sud. La population croissante du Nord signifierait l'élection de présidents pro-Nord, et l'ajout d'États ne pratiquant pas l'esclavage (donc avec plus de personnes libres) mettrait fin à la parité du Sud avec le Nord au Sénat.
Les sudistes agissaient comme une « minorité consciente » et espéraient qu'une interprétation stricte de la Constitution limiterait le pouvoir fédéral sur les États et qu'une défense des droits des États contre les empiétements fédéraux ou même l'annulation ou la sécession sauverait le Sud. L'historien Allan Nevins décrivit la théorie des droits des États du politicien sudiste John C. Calhoun : « les gouvernements, observa Calhoun, furent formés pour protéger les minorités, car les majorités pouvaient prendre soin d'elles-mêmes ».
Jefferson Davis déclara qu'une « discrimination désobligeante » et une lutte pour la « liberté » contre « la tyrannie d'une majorité débridée » donnaient aux États confédérés le droit de faire sécession. En 1860, le membre du Congrès Laurence M. Keitt de Caroline du Sud déclara : « Le parti anti-esclavagiste soutient que l'esclavage est profondément mauvais et que le gouvernement est une démocratie nationale solide. Nous, au Sud, soutenons que l'esclavage est juste et qu'il s'agit d'une république confédérée d'États souverains ».
Le chef élu du Sud, Jefferson Davis, définit l'égalité en termes d'égalité des droits des États et s'opposa à la déclaration selon laquelle tous les hommes sont créés égaux. La Constitution comprend des éléments de droits des États signifiant que chaque État a le même nombre de sénateurs et que certains droits sont réservés aux États ou au peuple. Les sudistes tels que Davis interprétèrent ces droits comme boucliers contre une majorité numérique de nordistes.

## Clarification des causes
Lorsque la guerre de sécession commença, l'Union ne déclara pas que ses objectifs étaient les droits civiques et de vote pour les Afro-Américains, bien que les plus radicaux des abolitionnistes estimèrent qu'ils devaient être de la partie. Ils apparurent comme objectifs politiques lors du déroulement de la guerre : le 13e amendement, mettant fin à l'esclavage, fut proposé en 1863. Ils devinrent des enjeux majeurs durant la Reconstruction. Au début de la guerre, bien qu'il y ait eu des pressions en ce sens, même l'abolition de l'esclavage ne fut pas déclarée comme objectif. Si l'existence de l'esclavage dans les États esclavagistes pouvait être tolérée, c'est la question de son expansion dans les nouveaux territoires à l'Ouest qui rendit le conflit inévitable. L'esclavage fut à l'origine de différences économiques, morales et politiques  qui conduisirent à la revendication des droits des États et à la sécession.
L'esclavage augmentait considérablement la probabilité de sécession qui à son tour rendait la guerre probable, quels que soient les objectifs de guerre déclarés du Nord, qui abordaient d'abord des préoccupations militaires stratégiques par opposition à des préoccupations politiques et constitutionnelles plus profondes. Les hostilités commencèrent comme une tentative, du point de vue du Nord, de défendre la nation après qu'elle fut attaquée à Fort Sumter. Les objectifs de guerre de Lincoln évoluèrent au fur et à mesure que la guerre progressait. Lincoln mentionna le besoin d'unité nationale dans son discours inaugural de mars 1861 après que sept États aient déjà déclaré leur sécession. Premièrement, Lincoln souligna que l'Union était un objectif de guerre pour unir les démocrates favorable à la guerre, les États frontaliers et les républicains. En 1862, il y ajoute l'émancipation, en y voyant une nécessité militaire. Dans son deuxième discours inaugural, Lincoln déclara que l'esclavage « était, d'une manière ou d'une autre, la cause de la guerre » . Dans son discours de Gettysburg de 1863, il ajouta enfin la préservation de la démocratie à l'émancipation et à l'Union comme objectif de guerre.

## Autres questions
Le livre de 1857 de Hinton Rowan Helper : « The Imending Crisis of the South » fut interdit dans le Sud et rendu public par les républicains du Nord. Helper, originaire de Caroline du Nord, soutenu dans son livre que l'esclavage était mauvais pour les perspectives économiques des sudistes blancs pauvres[réf. non conforme]. Les tribunaux du Sud refusèrent de condamner les propriétaires de navires négriers illégaux tels que l'Echo et le Wanderer, même si des centaines d'Africains kidnappés pouvaient mourir au cours d'un seul voyage. Un nombre important de politiciens du Sud tentèrent de relégaliser la traite des esclaves dans l'Atlantique , et d'adopter des lois qui obligeraient chaque noir libre du Sud à choisir un maître ou une maîtresse. La littérature pro-esclavagiste domina les médias du Sud dans la mesure où les écrivains et poètes célèbres sudistes n'émergèrent qu'après la guerre.
De nombreuses personnes des deux côtés du conflit (à l'exception de Robert E. Lee et William T. Sherman) pensaient au début que la guerre serait de courte durée. Les Américains du XIXe siècle ne croyaient pas aux armées en temps de paix, et le processus de construction d'armées prenait du temps. Des profiteurs de la guerre vendaient du matériel mal fabriqué et des aliments rances à des prix élevés au début du conflit.
Des guérilleros confédérés ou des bushwhackers tels que William Quantrill (voir Raiders de Quantrill), Bloody Bill Anderson, les Younger Brothers, et Jesse et Frank James tuèrent des civils pro-Union dans le Missouri et à Lawrence, Kansas. Il y eut également des attaques contre des civils du Sud par des Jayhawkers pro-Union.
La théorie des germes fut rejetée par le Medical Establishment jusqu'à après la guerre, et un grand nombre de décès de soldats en furent la conséquence. Les chirurgiens de l'armée utilisèrent la même scie pour amputer les membres de différents soldats sans nettoyage ni stérilisation, et bien qu'une certaine anesthésie existait, elle était rarement utilisée et de nombreux soldats blessés buvaient simplement de l'alcool ou mordaient du cuir ou une balle lors des amputations.
Le Nord eu aussi sa part de problèmes avec la désertion, les Bounty jumpers et les émeutes de la conscription de New York. Le Sud avait cependant encore plus de déserteurs, surtout pendant les deux dernières années de la guerre.
Les changements imprévisibles de lois du XIXe siècle permirent à certains (dont les soldats de l'Union Daniel Sickles et Jefferson C. Davis et le sécessionniste sudiste William Yancey ) d'échapper à la justice avec un meurtre et ont exigé l'exécution de soldats qui se sont endormis à leur poste ou pour désertion. Lincoln gracia de nombreux membres de ce dernier groupe de soldats.
Jefferson C. Davis (à ne pas confondre avec le président confédéré Jefferson Davis) est un cas d'école particulièrement notoire. Il tira sur son compatriote soldat de l'Union William "Bull" Nelson lors d'une dispute, puis leva un pont pour empêcher les esclaves émancipés de suivre l'armée de Sherman. D'anciens esclaves piégés furent ensuite tués par l'armée confédérée de Wheeler, et d'autres se noyèrent en essayant de fuir vers Ebenezer Creek.
Les femmes qui collectaient des fonds pour soutenir l'armée du Nord avaient besoin d'autorisations écrites de leur mari pour envoyer l'argent aux hôpitaux de l'Union. À cette époque, tout argent qu'une femme mariée avait appartenait légalement à son mari.
Il y eut de nombreuses controverses concernant les drapeaux. Le drapeau confédéré d'origine était le Stars and Bars, qui ressemblait aux Union Stars and Stripes et provoquait la confusion sur les champs de bataille. Les étoiles et les barres furent remplacées par la bannière en acier inoxydable, qui était principalement blanche, et était parfois confondue avec un drapeau blanc de reddition lorsque le vent était bas. Vers la fin de la guerre, une barre verticale rouge fut ajoutée sur le bord droit du drapeau pour montrer que le Sud ne se rendait jamais, bien que ce drapeau fut rapidement suivi par Appomattox et la défaite confédérée. La Confédération eu également d'autres drapeaux, dont le Bonnie Blue Flag (drapeau non officiel). Le fameux drapeau de bataille confédéré était à l'origine le drapeau de l'armée de Virginie du Nord et était carré.
Les controverses modernes sur le drapeau confédéré comprennent l'inclusion du drapeau de bataille confédéré au drapeau de l'État de Géorgie pour protester contre les droits civiques des Afro-américains. Des décennies plus tard, les officiels de Géorgie affirmèrent que le motif du drapeau de bataille confédéré était un symbole de l'héritage du Sud, bien que d'autres le voyaient comme un symbole du Ku Klux Klan et de l'esclavage. Le drapeau fut redessiné par le gouverneur Barnes et redessiné à nouveau avec les étoiles et les barres remplaçant le drapeau de bataille confédéré sur le drapeau de l'État de Géorgie. La Caroline du Sud avait un drapeau de bataille confédéré d'abord au-dessus, puis à côté du capitole de l'État, ce qui suscita une controverse que les journaux locaux appelèrent le « rabat de drapeau »; il fut supprimé après un vaste débat local et un vote des 2/3 des deux chambres de la législature de Caroline du Sud. Les résidents du Mississippi votèrent en 2020 pour retirer le drapeau de bataille confédéré du drapeau de l'État du Mississippi.